# Деян Станкович
Деян Станкович (серб. Дејан Станковић) (нар. 11 вересня 1978, Белград, СФРЮ) — сербський футболіст, півзахисник, а згодом футбольний тренер. Насамперед відомий виступами за міланський «Інтер», а також національну збірну Сербії.

## Титули і досягнення
Гравець
- Чемпіон Югославії (1):

Црвена Звезда: 1994-95
- Чемпіон Італії (6):

Лаціо: 1999-2000
Інтернаціонале: 2005-06, 2006-07, 2007-08, 2008-09, 2009-10
- Володар Кубка Югославії (3):

Црвена Звезда: 1994-95, 1995-96, 1996-97
- Володар Кубка Італії (5):

Лаціо: 1999-2000
Інтернаціонале: 2004-05, 2005-06, 2009-10, 2010-11
- Володар Суперкубка Італії (6):

Лаціо: 1998, 2000
Інтернаціонале: 2005, 2006, 2008, 2010
- Переможець Кубка володарів кубків (1):

Лаціо: 1998-99
- Володар Суперкубка УЄФА (1):

Лаціо: 1999
- Переможець Ліги чемпіонів УЄФА (1):

Інтернаціонале: 2009-10
- Переможець Клубного чемпіонату світу (1):

Інтернаціонале: 2010
Тренер
- Чемпіон Сербії (3):

«Црвена Звезда»: 2019-20, 2020-21, 2021-22
- Володар Кубка Сербії (2):

«Црвена Звезда»: 2020-21, 2021-22